# Maestro del Crocifisso Corsi
Il Maestro del Crocifisso Corsi (fl. XIV secolo) è stato un pittore italiano anonimo, attivo nella prima metà del Trecento.

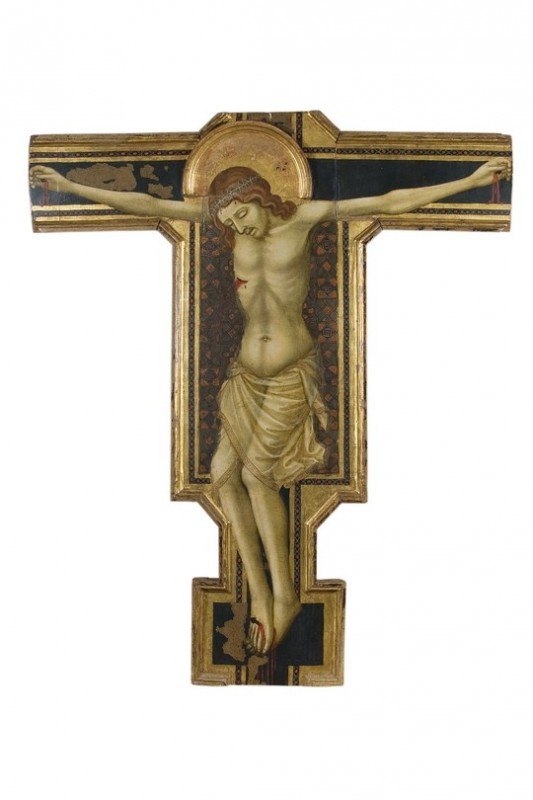
Il Crocifisso Corsi, Galleria dell'Accademia, Firenze

Anonimo di scuola fiorentina, deve il suo nome ad una grande croce sagomata già nelle collezioni della famiglia Corsi a Firenze, poi passato in una raccolta privata e infine acquistato nel 2022 dalla Galleria dell'Accademia di Firenze, dove è esposto da settembre 2023. Richard Offner lo avvicinò al Maestro della Santa Cecilia definendolo nel 1931 «un pittore dal talento drammatico», mentre Miklós Boskovits lo mise in relazione al Maestro della Cappella Velluti.

## Il Crocifisso Corsi
Il Crocifisso Corsi è un dipinto a tempera su tavola in buono stato di conservazione, nonostante sia mancante dei terminali laterali e del braccio superiore relativa cimasa, dove si presume fosse dipinto il Pellicano mistico allegoria di Cristo morto.
Il terminale sinistro con l’effigie della Vergine è stato rintracciato negli anni 1980 da Boskovits in una raccolta privata, seppure in cattive condizioni.
Il Crocifisso proviene dalla ricca raccolta che l’ingegnere Arnaldo Corsi lasciò al Comune di Firenze nel 1938, eccezion fatta per questo pezzo che dal 1952 è presente sul mercato antiquario, passando nelle mani di diverse proprietà e collezioni private tra Firenze, Milano e Venezia.
Il pittore guarda ai modelli ideati da Giotto, suo contemporaneo, che reinterpreta tuttavia con un linguaggio più patetico e aspro.

## Altre opere
Tra le opere radunate attorno al nome del Maestro del Crocifisso Corsi troviamo:
- il crocifisso nella Galleria dell'Accademia di Firenze
- il crocifisso nella chiesa di San Quirico a Ruballa (Bagno a Ripoli)
- il Cristo crocifisso nelle gallerie degli Uffizi a Firenze[2], molto affine a questa sotto tanti punti ma di dimensioni più grandi, fino al 1782 nella chiesa di San Pier Scheraggio a Firenze.